# Коньков, Фёдор Герасимович
Фёдор Герасимович Коньков (1922—1987) — сержант Рабоче-крестьянской Красной Армии, участник Великой Отечественной войны, Герой Советского Союза (1945).

## Биография
Фёдор Коньков родился 21 марта 1922 года в деревне Лукинка (ныне — Судогодский район Владимирской области). Окончил неполную среднюю школу, после чего проживал в Коврове. После окончания школы фабрично-заводского ученичества работал слесарем на инструментальном заводе. В ноябре 1941 года Коньков был призван на службу в Рабоче-крестьянскую Красную Армию. С февраля 1942 года — на фронтах Великой Отечественной войны. Принимал участие в боях на Ленинградском, Западном, Центральном и 1-м Белорусском фронтах. В апреле 1942 года был ранен в бою под Старой Руссой.
К октябрю 1943 года сержант Фёдор Коньков был наводчиком орудия 5-й батареи 1184-го истребительно-противотанкового артиллерийского полка 20-й отдельной истребительно-противотанковой артиллерийской бригады 65-й армии 1-го Белорусского фронта. Отличился во время форсирования Нарева. Во время боёв на плацдарме на западном берегу Нарева в районе населённого пункта Тшепово в 7 километрах к северу от Сероцка Коньков лично уничтожил 3 танка, 6 пулемётов, около 100 солдат и офицеров противника, отразив две немецкие контратаки. В бою весь его расчёт выбыл из строя, но Коньков продолжал сражаться в одиночку.
Указом Президиума Верховного Совета СССР от 21 февраля 1945 года за «образцовое выполнение боевых заданий командования на фронте борьбе с немецкими захватчиками и проявленные при этом отвагу и геройство» сержант Фёдор Коньков был удостоен высокого звания Героя Советского Союза с вручением ордена Ленина и медали «Золотая Звезда» за номером 7391.
В феврале 1945 года Коньков был демобилизован из-за полученного им тяжёлого ранения. Вернулся в Ковров, работал на инструментальном заводе. Умер 23 июля 1987 года, похоронен на Аллее Славы Троицко-Никольского кладбища Коврова.
Был также награждён орденом Отечественной войны 1-й степени, двумя орденами Славы 3-й степени, рядом медалей.
В честь Конькова установлена стела в Коврове.